# Stenlunda fritidshusområde
Stenlunda fritidshusområde är en bebyggelse vid sydöstra stranden av Långsjön öster om tätorten Björklinge i Björklinge socken i Uppsala kommun. Från 2015 avgränsar SCB här en småort.